# Berliner Straßenszene
Berliner Straßenszene ist der Titel eines Gemäldes aus dem Zyklus der Straßenszenen des expressionistischen Malers Ernst Ludwig Kirchner aus den Jahren vor dem Ersten Weltkrieg bis 1915. Die Reihe stellt Kokotten mit ihren Freiern dar; dieses Bild ist 1913 in Berlin entstanden. Die Serie gilt als eines der bedeutendsten Werke des Expressionismus. Nach einem Restitutionsverfahren befindet sich das Bild seit 2006 in der New Yorker Neuen Galerie.

## Bildbeschreibung
Das Bild ist in der Technik Ölmalerei auf Leinwand ausgeführt. Es hat die Maße 121 × 95 cm. Zur Provenienz des Bildes siehe Causa Kirchner.
Im Bildvordergrund erkennt der Betrachter zwei Freier in Vorder- und Rückenansicht. Als Modell für die Freier diente oft der Künstlerfreund Kirchners Otto Mueller. Es ist aber auch möglich, dass Kirchner versuchte sich selbst darzustellen. Die zwei Kokotten stellen die Schwestern Erna und Gerda Schilling dar. Die Frauen sind in betont auffallender und farbiger Kleidung mit aufwendigen Spitzenkragen und hochmodischen Hüten dargestellt. Sie treten vor dem Hintergrund einer gedrängt vollen Straße auf. Sie blicken die beiden Männer im Vordergrund herausfordernd an. Die Freier reagieren hierauf mit betonten Wegsehen oder Zuwendung des Kopfes. Im Hintergrund ist ein Menschengedränge, eine Pferdedroschke und das Schild der Straßenbahnlinie 15 zu erkennen, die über Hallesches Tor, Anhalter Bahnhof, Potsdamer Bahnhof und Brandenburger Tor direkt durch das Zentrum Berlins verkehrte. Nach Ansicht des amerikanischen Kunsthistorikers Donald E. Gordon, dem Herausgeber des kommentierten Kirchner-Werkverzeichnisses handelt es sich um eine zweispännige Pferdebahn. Der Ausschnitts- und Momentcharakter des Werkes wird durch die angeschnittenen Vordergrundfiguren der Männer betont. Der rechts stehende Mann blickt aus dem Bild heraus, als wolle er den Betrachter auf das Bildgeschehen aufmerksam machen. Donald E. Gordon vermutet, dass es sich bei den beiden männlichen Passanten mit Hut im Vordergrund des Gemäldes um ein und dieselbe Person handelt, die Kirchner in zwei verschiedenen Bewegungsstadien dargestellt hat, was auf den Einfluss des Futurismus auf Kirchner hinweist und einen stroboskopischen Effekt erzeugt. Er verwandte, wie in den anderen Straßenszenen, Architekturelemente, um den Großstadtcharakter darzustellen. Hier wurden sie allerdings auf zwei spitzbogige Hauseingänge im oberen Bildhintergrund beschränkt. In früheren Bildern ordnete er die Füße der Figuren in der Form einer Raute an, hier sind es nur die Köpfe der vier Hauptpersonen. Kirchner schrieb dazu, dass aus dieser geometrischen Grundform „Leben und Bewegung“ wird. er schrieb auch, dass zum Entstehen dieses Bildes die „Erregung als auch der Verstand“ notwendig waren.

## Interpretation und Rezeption
Im Bild sind Einflüsse der italienischen Futuristen zu erkennen, wie die Schnelligkeit und Dynamik in der Arbeit. Die eckige Formsprache ist dem Kubismus angelehnt. Auf den Futurismus aufmerksam wurde der Künstler durch eine Ausstellung in Herwarth Waldens Galerie Der Sturm, die vom 12. April bis zum 21. Mai 1912 stattfand. Er malte in der Folge mehrere kleinere Straßenszenen, darunter Nollendorfplatz, Innsbrucker Straße und Gelbes Engelsufer, bevor er zwischen 1913 und 1915 großformatige Straßenbilder schuf. Kirchner selbst lebte zu dieser Zeit einen bewusst bohèmenhaften Lebensstil, in dem die Übergänge zwischen Vergnügung, wie Varieté, Tingeltangel und Prostitution fließend waren. Er notierte: „Sie (die Straßenszenen) entstanden in den Jahren 11–14, in einer der einsamsten Zeiten meines Lebens, in der mich qualvolle Unruhe Tag und Nacht immer wieder hinaustrieb, in die langen Straßen voller Menschen und Wagen.“
Der Kunsthistoriker Eberhard Roters beschrieb im Rahmen der Ausstellung Ich und die Stadt - Mensch und Großstadt in der deutschen Kunst des 20. Jahrhunderts die großfigurigen Straßenszenen sowohl als Höhepunkt des künstlerischen Schaffens Kirchners wie auch des Berliner Großstadt-Expressionismus. Er zog eine Parallele zum Werk Edvard Munchs, dessen Einfluss Kirchner zu Lebzeiten abgestritten hatte, und vor allem zu Munchs Abend auf der Karl Johans gate. Roters schrieb, dass bei Kirchner „anstelle des Ausdrucks von Angst und Melancholie“ von Munch „die Reizwirkung von Aufgeregtheit und nervöser Vitalität“ getreten sei.
Ähnlich wie viele expressionistische Dichter, beschäftigte sich auch Kirchner intensiv mit dem Thema Prostitution und dem Verhältnis der Prostituierten zu den Freiern. Er versuchte aber nicht mit seinen Bildern Sozialkritik zu üben, sondern verarbeitete seine Vorstellung von einem neuen unabhängigen Frauentyp. In diesen Frauen sahen die Künstler des Expressionismus die typischen Vertreterinnen des Großstadtlebens und als abseits des bürgerlichen Lebens am Rand der Gesellschaft existierende Menschen, die attraktiv als Thema für ihre Arbeiten waren, die teilweise über die Erotik hinaus, bis zur Pornografie, reichten.

## Provenienz
Die Berliner Straßenszene ist eines von insgesamt elf Gemälden aus der Werkreihe Straßenszenen nebst dazugehörigen Skizzen, Zeichnungen und Druckgrafiken und wurde von Kirchner im Jahr 1913 geschaffen. Über den Kunsthändler Ludwig Schames aus Frankfurt verkaufte er es 1918 an den Fabrikanten Alfred Hess in Erfurt. Nach dessen Tod 1931 erbte seine Frau Thekla Hess das Gemälde zusammen mit einer umfangreichen Kunstsammlung. Im Oktober 1933 gab sie Kirchners Straßenszene mit vielen anderen Kunstwerken für eine geplante Ausstellung nach Basel. Ab 1934 wurden das Gemälde im Kunsthaus Zürich aufbewahrt und laut Katalog zu einem Preis von 2500 Schweizer Franken zum Verkauf angeboten. 1936 gab Thekla Hess  den Auftrag, mehrere ihrer Gemälde aus dem Bestand in der Schweiz wieder in das Deutsche Reich zurückzusenden. So gelangte auch die Berliner Straßenszene mit einer Sendung vom 4. September 1936 beim Kölnischen Kunstverein. Ende 1936 wurde dieses Gemälde unter ungeklärten Umständen, vermutlich über den Direktor des Kölner Kunstvereins Walter Klug, an den Frankfurter Kunstsammler Carl Hagemann veräußert.
Die Erben von Carl Hagemann gaben das Kirchner-Gemälde 1948 als Schenkung an Ernst Holzinger, den Direktor des Städelschen Kunstinstituts in Frankfurt am Main; dort war es bis zu dessen Tod als Dauerleihgabe ausgestellt. Die Witwe Holzinger veräußerte das Gemälde 1980 für 1,9 Millionen DM an die Stadt Berlin. Es wurde im dortigen Brücke-Museum ausgestellt.
Im September 2004 machte Anita Halpin, die in Großbritannien lebende Enkelin des Ehepaars Hess, Ansprüche auf Rückgabe des Gemäldes gemäß der Washingtoner Erklärung geltend. Im August 2006 gab der damalige Berliner Kultursenator Thomas Flierl bekannt, dass das Land Berlin dem Herausgabeverlangen nachkommen werde. Nach der Rückgabe wurde die Berliner Straßenszene am 8. November 2006 im Auktionshaus Christie’s New York für fast 30 Millionen Euro von dem Kunstsammler Ronald Lauder für die Neue Galerie in New York ersteigert, wo es seither ausgestellt ist.
Die Herausgabe wurde sehr kontrovers diskutiert und ist als Causa Kirchner einer der bekannteren Restitutionsfälle von NS-Raubkunst.